# (1349) Bechuana
(1349) Bechuana ist ein Asteroid des Hauptgürtels, der am 13. Juni 1934 vom südafrikanischen Astronomen Cyril V. Jackson in Johannesburg entdeckt wurde.
Der Name des Asteroiden ist abgeleitet von der ehemaligen südafrikanischen Provinz Bechuana, dem heutigen Botswana.